# 大夫坊
大夫坊位于安徽省黄山市歙县县城徽城镇城东路，已列为歙县文物保护单位。
大夫坊建于明嘉靖癸卯年（1543年），高4.9米，是一座功名坊，用于旌表程贤（奉训大夫浙江提司提举）、程铎（奉政大夫广东广州府同知署韶州府南雄府知府事）叔侄。此街坊原为程氏住宅所在。